# Алакинце
Алакинце је насеље у Србији у општини Сурдулица у Пчињском округу. Према попису из 2022. било је 1.371 становник.

## Демографија
У насељу Алакинце живи 1181 пунолетни становник, а просечна старост становништва износи 36,7 година (35,9 код мушкараца и 37,4 код жена). У насељу има 408 домаћинстава, а просечан број чланова по домаћинству је 3,68.
Ово насеље је великим делом насељено Србима (према попису из 2002. године), а у последња три пописа, примећен је пораст у броју становника.
|  |

| Демографија | Демографија | Демографија |
| Година      | Становника  | Становника  |
| ----------- | ----------- | ----------- |
| 1948.       | 607         |             |
| 1953.       | 651         |             |
| 1961.       | 681         |             |
| 1971.       | 705         |             |
| 1981.       | 1.008       |             |
| 1991.       | 1.394       | 1.381       |
| 2002.       | 1.503       | 1.553       |
| 2011.       | 1.547       |             |
| 2022.       | 1.371       |             |

| Етнички састав према попису из 2002.‍ | Етнички састав према попису из 2002.‍ | Етнички састав према попису из 2002.‍ | Етнички састав према попису из 2002.‍ | Етнички састав према попису из 2002.‍ |
| ------------------------------------ | ------------------------------------ | ------------------------------------ | ------------------------------------ | ------------------------------------ |
|                                      |                                      |                                      |                                      |                                      |
| Срби                                 | Срби                                 |                                      | 1.409                                | 93,74%                               |
| Бугари                               | Бугари                               |                                      | 32                                   | 2,12%                                |
| Југословени                          | Југословени                          |                                      | 5                                    | 0,33%                                |
| Словенци                             | Словенци                             |                                      | 1                                    | 0,06%                                |
| Македонци                            | Македонци                            |                                      | 1                                    | 0,06%                                |
| непознато                            | непознато                            |                                      | 36                                   | 2,39%                                |

| Година пописа     | 1948. | 1953. | 1961. | 1971. | 1981. | 1991. | 2002. |
| ----------------- | ----- | ----- | ----- | ----- | ----- | ----- | ----- |
| Број домаћинстава | 123   | 134   | 154   | 170   | 253   | 357   | 408   |

| Број чланова      | 1  | 2  | 3  | 4   | 5  | 6  | 7  | 8 | 9 | 10 и више | Просек |
| ----------------- | -- | -- | -- | --- | -- | -- | -- | - | - | --------- | ------ |
| Број домаћинстава | 42 | 62 | 76 | 114 | 53 | 46 | 10 | 3 | 2 | 0         | 3,68   |

| Пол    | Укупно | Неожењен/Неудата | Ожењен/Удата | Удовац/Удовица | Разведен/Разведена | Непознато |
| ------ | ------ | ---------------- | ------------ | -------------- | ------------------ | --------- |
| Мушки  | 606    | 184              | 387          | 28             | 6                  | 1         |
| Женски | 638    | 131              | 411          | 85             | 11                 | 0         |
| УКУПНО | 1.244  | 315              | 798          | 113            | 17                 | 1         |

| Пол    | Укупно                    | Пољопривреда, лов и шумарство | Рибарство                            | Вађење руде и камена | Прерађивачка индустрија       |
| ------ | ------------------------- | ----------------------------- | ------------------------------------ | -------------------- | ----------------------------- |
| Мушки  | 300                       | 15                            | 1                                    | 0                    | 106                           |
| Женски | 157                       | 7                             | 0                                    | 0                    | 87                            |
| УКУПНО | 457                       | 22                            | 1                                    | 0                    | 193                           |
| Пол    | Производња и снабдевање   | Грађевинарство                | Трговина                             | Хотели и ресторани   | Саобраћај, складиштење и везе |
| Мушки  | 10                        | 56                            | 23                                   | 5                    | 12                            |
| Женски | 0                         | 4                             | 25                                   | 2                    | 0                             |
| УКУПНО | 10                        | 60                            | 48                                   | 7                    | 12                            |
| Пол    | Финансијско посредовање   | Некретнине                    | Државна управа и одбрана             | Образовање           | Здравствени и социјални рад   |
| Мушки  | 0                         | 3                             | 19                                   | 4                    | 5                             |
| Женски | 0                         | 0                             | 6                                    | 6                    | 13                            |
| УКУПНО | 0                         | 3                             | 25                                   | 10                   | 18                            |
| Пол    | Остале услужне активности | Приватна домаћинства          | Екстериторијалне организације и тела | Непознато            | Непознато                     |
| Мушки  | 7                         | 0                             | 0                                    | 34                   | 34                            |
| Женски | 0                         | 0                             | 0                                    | 7                    | 7                             |
| УКУПНО | 7                         | 0                             | 0                                    | 41                   | 41                            |